# August Willich
August Willich (19 de noviembre de 1810 - 22 de enero de 1878), nacido como Johann August Ernst von Willich, fue un oficial militar del ejército prusiano y uno de los primeros defensores del comunismo en Alemania. En 1847 descartó su título nobiliario. Más tarde emigró a los Estados Unidos y fue nombrado general del Ejército de la Unión durante la Guerra Civil Estadounidense.

## Primeros años y carrera
Willich nació en Braunsberg, Provincia de Prusia Oriental. Su padre, capitán de húsares durante las guerras napoleónicas, murió cuando Willich tenía tres años. Con un hermano mayor, Willich encontró un hogar en la familia de Friedrich Schleiermacher, un teólogo, cuya esposa era un pariente lejano. Recibió una educación militar en Potsdam y Berlín. Inicialmente oficial en el ejército prusiano, sirviendo en el 7.º (1.º Westfalia) Regimiento de Artillería de Campaña,  renunció al ejército en 1846 como un republicano convencido. Willich no fue el único republicano que surgió de ese regimiento, uno de sus compañeros oficiales en Münster y Wesel fue Fritz Anneke, quien también se convertiría en comandante revolucionario en el Palatinado en 1849 y más tarde en comandante del Ejército de la Unión. Willich presentó su renuncia al ejército en una carta escrita en tales términos que, en lugar de ser aceptada, fue arrestado y juzgado por un consejo de guerra. Fue absuelto y se le permitió renunciar.
Con Karl Schapper, fue el líder de la facción de izquierda de la Liga Comunista. Participó activamente en las revoluciones de 1848-1849. En 1849, fue líder de un Cuerpo Libre en el levantamiento de Baden-Palatinado. El pensador revolucionario Friedrich Engels fue su ayudante de campo. Entre sus amigos revolucionarios estaban Franz Sigel, Friedrich Hecker, Louis Blenker y Carl Schurz. Después de la represión del levantamiento, emigró a Londres vía Suiza. Había aprendido el oficio de carpintero mientras estaba en Inglaterra, y así se ganaba la vida. En 1850, cuando se dividió la Liga de Comunistas, él (junto con Schapper) era el líder del grupo anti- Karl Marx.
En Londres, Willich se convirtió en socio del revolucionario y exiliado político francés Emmanuel Barthélemy. Según Wilhelm Liebknecht, Willich y Barthélemy conspiraron para matar a Karl Marx por ser demasiado conservador. Willich insultó públicamente a Marx y lo desafió a un duelo, que Marx se negó a pelear. En cambio, Willich fue desafiado por un joven asociado de Marx, Konrad Schramm. El duelo de pistolas se libró en Bélgica con Barthélemy actuando como segundo de Willich; Schramm resultó herido pero sobrevivió al encuentro. Barthélemy fue ahorcado en Londres en 1855 después de disparar y matar a su empleador y a otro hombre.
Al llegar a los Estados Unidos en 1853, Willich encontró empleo por primera vez en su oficio en Brooklyn Navy Yard. Aquí pronto se descubrieron sus logros en matemáticas y otros estudios científicos, y encontró un trabajo más agradable en el estudio costero. En 1858, fue inducido a ir a Cincinnati como editor del German Republican, un periódico laboral libre en alemán, que continuó hasta el inicio de la Guerra Civil en 1861. Willich se hizo conocido como uno de los "hegelianos de Ohio" (seguidores del filósofo alemán Georg Wilhelm Friedrich Hegel), junto con John Bernhard Stallo, Moncure Daniel Conway y Peter Kaufmann.

## Guerra civil

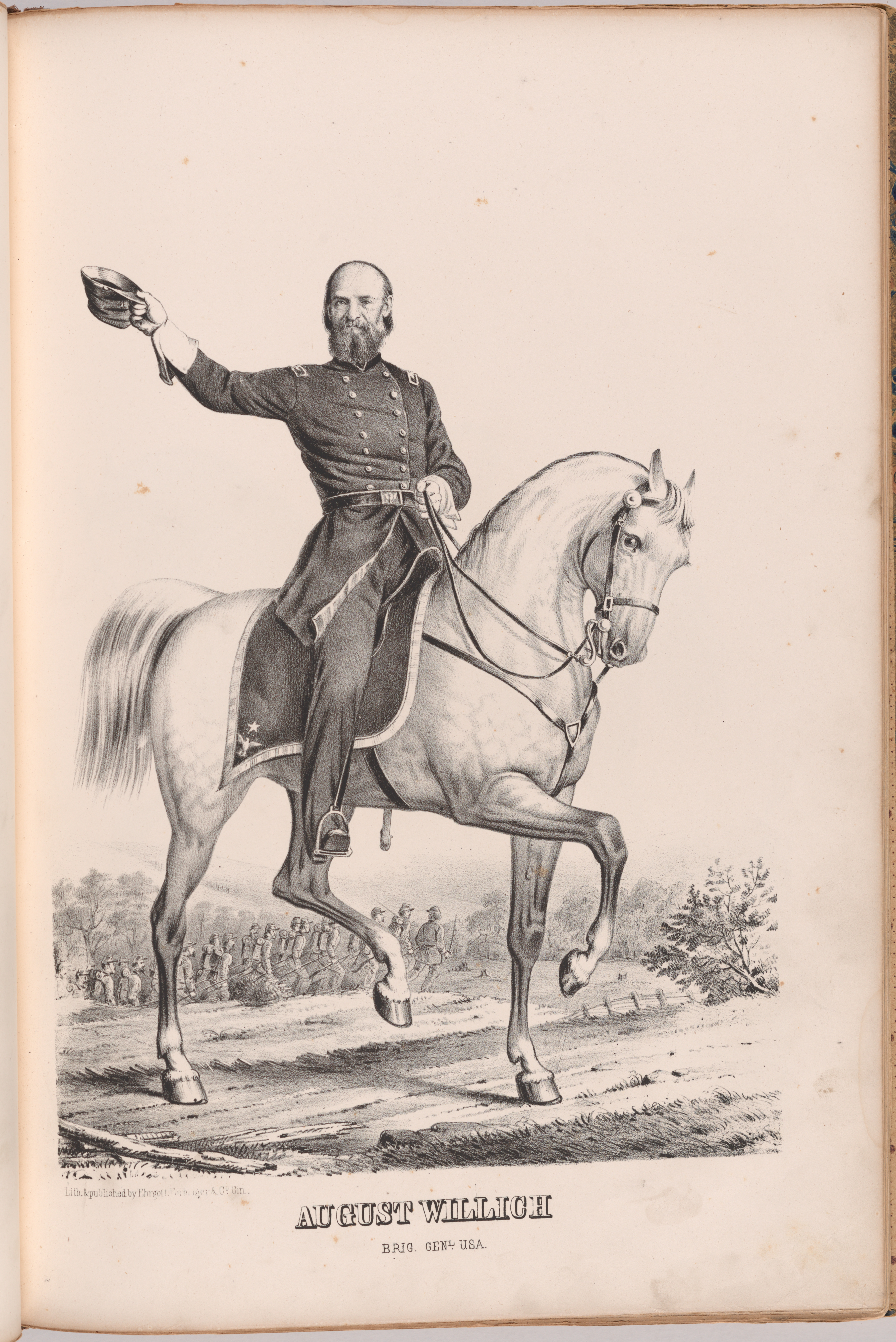
Litografía del General August Willich a caballo, c. 1862-1864.

Con el estallido de la Guerra Civil a principios de 1861, Willich reclutó activamente inmigrantes alemanes en la región suroeste de Ohio. Se unió al 9.º de Infantería de Ohio ("Die Neuner") como ayudante de regimiento con el rango de primer teniente, y fue ascendido a mayor en agosto de ese año. Sirvió en el oeste de Virginia, viendo acción en la Batalla de Rich Mountain. Willich luego regresó al valle del río Ohio durante el invierno y reanudó sus actividades de reclutamiento. El gobernador Oliver P. Morton nombró a Willich coronel del 32.º Regimiento de Infantería de Indiana, también llamado Primer Alemán (un regimiento totalmente alemán ).
A petición del gobernador Oliver P. Morton, asumió el mando del Trigésimo segundo Indiana. Willich entrenó a su regimiento, en alemán, con un alto grado de profesionalismo. Causó una impresión favorable dondequiera que sirvió. Un oficial innovador sugirió la construcción de vagones especiales convertibles en pontones quitando las ruedas. Para acelerar el movimiento de tropas y asegurar las condiciones de combate de las tropas al llegar al campo de batalla, recomendó el transporte de tropas en vagones. Sus superiores rechazaron ambas ideas. Sin embargo, la preocupación de Willich por el bienestar de sus hombres le valió el apodo de "Papá". Cuando fue posible, ordenó que se construyeran hornos de panadería para que las tropas tuvieran pan fresco.
El 32 ganó reconocimiento a nivel nacional por su posición contra las fuerzas confederadas en la estación de Rowlett, Kentucky. Un destacamento de 500 hombres al mando del teniente coronel. Henry von Trebra luchó contra 1.300 hombres de los Rangers de Texas de Terry y la infantería bajo el mando del general Hindman. El 32 formó el "cuadrado hueco" e hizo retroceder a los atacantes, perdiendo 10 soldados y 22 heridos, pero matando a 33 del enemigo, incluido el coronel. Terry e hiriendo a otros cincuenta.

El 32 vio acción en Shiloh en el segundo día, durante el cual el coronel. Willich mostró un gran liderazgo. Cuando sus tropas se volvieron inestables bajo el fuego, se paró frente a ellos, de espaldas al enemigo, y condujo al regimiento a través del manual de armas. Hizo que la banda del regimiento tocara "La Marsellesa", el himno de todos los movimientos republicanos en Europa. Recuperando su estabilidad, el 32 lanzó un ataque de bayoneta. Posteriormente, a Willich se le dio el mando de la Brigada de Cuernos. El 32 permaneció en su brigada, al mando de von Trebra y, más tarde, de Frank Erdelmeyer.

"La captura del general August Willich en Stones River, Tennessee, 1862 por Adolph Metzner.

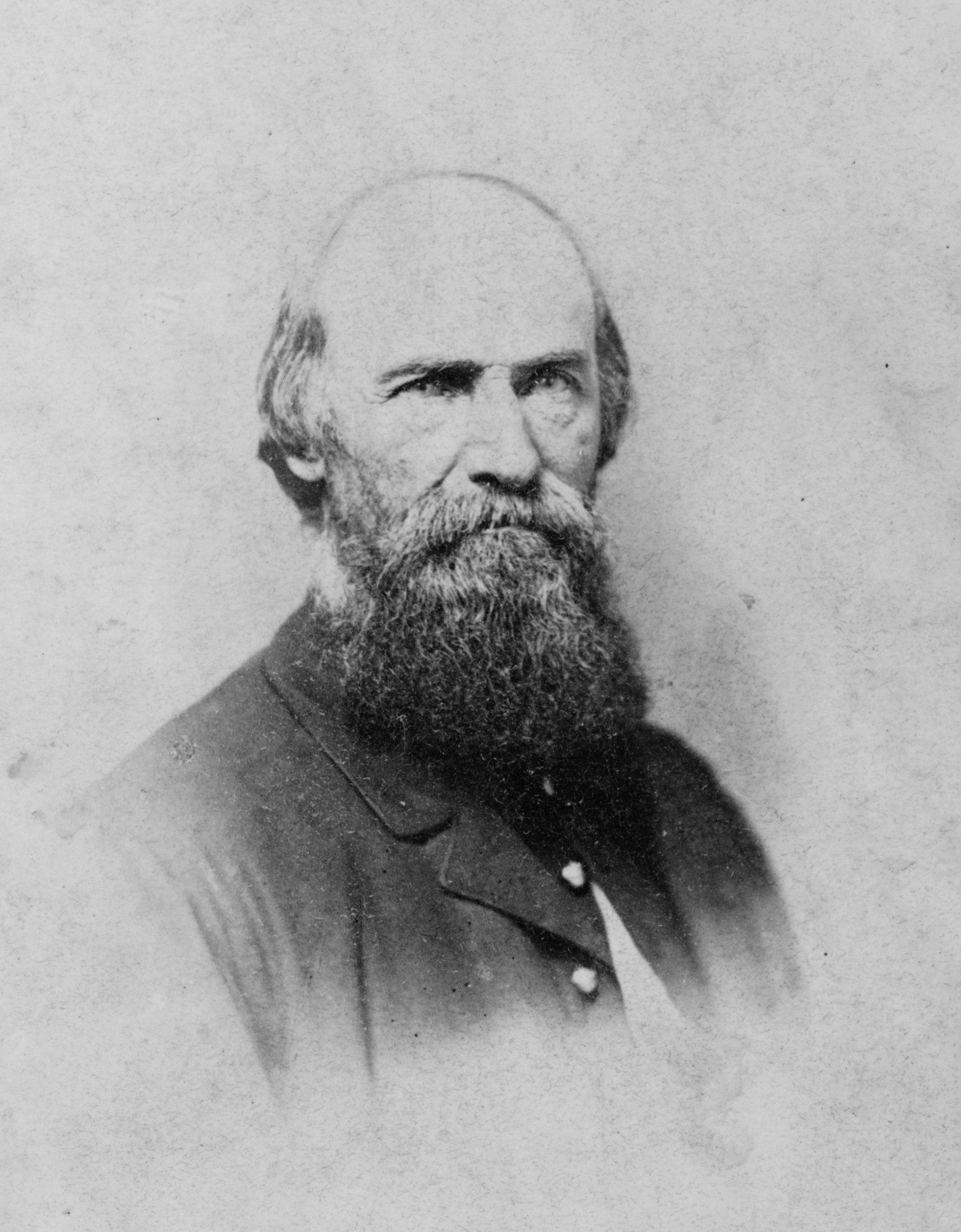
August Willich en 1861.

Recompensado con un ascenso a general de brigada de voluntarios en julio de 1862, Willich luchó en la Batalla de Perryville bajo el mando del Mayor. general Don Carlos Buell en Kentucky. Estuvo al mando de la 1.ª Brigada, 2.ª División, XIV Cuerpo en diciembre en la Batalla de Stones River. Fue capturado por los confederados cuando le dispararon a su caballo. Fue enviado a la prisión de Libby durante cuatro meses, pero fue puesto en libertad condicional e intercambiado en mayo de 1863. Al regresar al ejército federal más tarde ese año, se le asignó el mando de la 1.ª Brigada, 2.ª División, XX Cuerpo y sirvió con distinción durante la Campaña de Tullahoma, donde su brigada desempeñó un papel clave en la defensa de Liberty Gap. Dirigió una división en la Batalla de Chickamauga y vio acción adicional durante la Campaña de Chattanooga.
Durante el asedio de Chattanooga, el 32 jugó un papel destacado, ya que la Brigada de Willich capturó Orchard Knob. A pesar de que solo tenía órdenes de despejar la base de la cresta, Willich ordenó el asalto a Missionary Ridge que derrotó a las fuerzas confederadas, rompiendo el asedio y despejando el camino para la invasión de Georgia. El 32 de Indiana y el 6 de Ohio fueron los primeros en llegar a la cima. El 32 participó en la Campaña de Atlanta con el General William Tecumseh Sherman. Antes de la caída de Atlanta, el 32 fue retirado y enviado vía Nashville, Tennessee a Indianápolis. En el camino, el 32 fue asignado para contrarrestar las fuerzas guerrilleras confederadas en Kentucky. Después de tres días de lucha, el 32 regresó a Indianápolis. Willich, que había sido herido en Resaca, Georgia, fue ascendido a general de división brevet y puesto al mando de Cincinnati.
Debido al sentimiento antialemán en la nación, y en el ejército en particular, los veteranos del 32 no se volvieron a alistar. Tampoco la mayoría de los demás regimientos totalmente alemanes. Al soldado germano-estadounidense le irritó que el general Joseph Hooker hubiera culpado a las tropas alemanas del 11.º Cuerpo por su derrota en Chancellorsville. El New York Times etiquetó al 11.º Cuerpo como "cobardes holandeses". En realidad, de los 12.000 hombres del cuerpo, 7.000 eran estadounidenses. De los 5.000 restantes, solo un tercio eran alemanes, habiendo sido estas unidades las que ofrecieron la mayor resistencia al ataque confederado realizado por Stonewall Jackson.
En 1864, Willich dirigió su brigada a través de Tennessee y Georgia durante la Campaña de Atlanta. Sufrió una grave herida en la Batalla de Resaca que le obligó a abandonar el campo. Durante el resto de la guerra, se desempeñó en varios roles administrativos, comandando puestos de la Unión en Cincinnati, Covington, Kentucky y Newport, Kentucky. El 21 de octubre de 1865 recibió un brevet ascenso a mayor general de los Voluntarios de EE. UU. y luego renunció al ejército para regresar a la vida civil.
Los veteranos de tres años se retiraron el 7 de septiembre de 1864. Los 200 reemplazos restantes cuyos términos no habían expirado se organizaron en un batallón de cuatro compañías al mando de Hans Blume. Al final de la guerra, estaban estacionados con las fuerzas de ocupación del general Sheridan en el centro de Texas. Regresaron a Indianápolis y fueron retirados el 4 de diciembre de 1865.

## Carrera de posguerra
Después de la guerra, Willich regresó a Cincinnati y entró al servicio del gobierno. Ocupó una serie de cargos de responsabilidad, incluido el de auditor del condado de Hamilton. Su casa en 1419 Main Street sigue en pie en Cincinnati.
En 1870, regresó a Alemania, ofreciendo sus servicios al ejército prusiano durante la guerra franco-prusiana. Sin embargo, su edad, salud y puntos de vista comunistas hicieron que lo rechazaran. Permaneció en Alemania el tiempo suficiente para obtener un título universitario en filosofía y se graduó de la Universidad de Berlín a la edad de sesenta años. Al regresar a los Estados Unidos, murió en St. Marys, Ohio, y fue enterrado allí en el cementerio de Elmgrove.
En su nota final a las Revelaciones sobre el juicio comunista en Colonia, Marx escribió: "En la Guerra Civil en América del Norte, Willich demostró que es más que un visionario".

## Otras lecturas
- Heinrich A. Rattermann: General August Willich. In: Der Deutsche Pionier. 9. Jg. Februar, März 1878, pp. 439–445, 488–495.
- August von Willich: Im preußischen Heere!: ein Disciplinarverfahren gegen Premier-Lieutnant von Willich. Heinrich Hoff, Mannheim 1848. MDZ Reader
- Joseph R. Reinhart (Ed.): August Willich's gallant Dutchmen. Civil War letters from the 32nd Indiana Infantry. Kent State Univ. Press, Kent, Ohio 2006.
- Rolf Dlubek: August Willich (1810–1878). Vom preußischen Offizier zum Streiter für die Arbeiteremanzipation auf zwei Kontinenten. In: Helmut Bleiber, Walter Schmidt, Susanne Schötz (Hrsg.): Akteure eines Umbruchs. Männer und Frauen der Revolution von 1848/49. Trafo Verlag, Berlin 2003, S. 923–1004.
- Daniel Nagel: Von republikanischen Deutschen zu deutsch-amerikanischen Republikanern. Ein Beitrag zum Identitätswandel der deutschen Achtundvierziger in den Vereinigten Staaten 1850–1861. Röhrig Universitätsverlag, St. Ingbert 2012, ISBN 978-3-86110-504-6, p. 593 ff.
- Dixon, David T. (2020). Radical Warrior: August Willich's Journey from German Revolutionary to Union General. Knoxville, TN: University of Tennessee Press. ISBN 978-1621906025.